# SBK Records
SBK Records — звукозаписывающий лейбл в составе EMI Group, основанный в конце 1988 года. На лейбле в разное время записывались Vanilla Ice, Jesus Jones, Бой Джордж, Wilson Phillips, Technotronic, Blur и Billy Dean. В настоящий момент неактивен.
В 1994 на лейбле вышел альбом Миллы Йовович «The Divine Comedy».